# Métairies-Saint-Quirin
Métairies-Saint-Quirin è un comune francese di 306 abitanti situato nel dipartimento della Mosella nella regione del Grand Est.

## Società

### Evoluzione demografica
Abitanti censiti